# Aceria parvensis
Aceria parvensis är en spindeldjursart som beskrevs av David C.M. Manson 1972. Aceria parvensis ingår i släktet Aceria och familjen Eriophyidae. Inga underarter finns listade i Catalogue of Life.